# سپانچواتس
سپانچواتس (به صربی: Spančevac) یک منطقهٔ مسکونی در صربستان است که در بوجانوواچ واقع شده‌است. سپانچواتس ۵۳۳ نفر جمعیت دارد.